# Ben Utecht
Benjamin Jeffrey Utecht (30 de junho de 1981, Rochester, Minnesota) é um cantor norte-americano de pop clássico.  
Antes da carreira como cantor, ele jogou futebol americano como tight end na NFL, atuando pelo Indianapolis Colts e pelo Cincinnati Bengals. Ele assinou com o Indianapolis Colts como undrafted free agent em 2004. Utecht também jogou no Cincinnati Bengals. Ele foi campeão do Super Bowl XLI com os Colts.